# Největší Nizozemec
Největší Nizozemec, v originále De Grootste Nederlander, byla televizní soutěž, kterou na základě licencovaného modelu BBC Greatest Britons (100 největších Britů) v roce 2004 uspořádala nizozemská televizní stanice Katholieke Radio Omroep. Vítězem se stal krajněpravicový politik Pim Fortuyn, který byl zavražděn dva roky před soutěží. Výsledky nejspíše ovlivnilo též to, že v době soutěže byl zavražděn režisér a kritik islámu Theo van Gogh.

## Výsledky

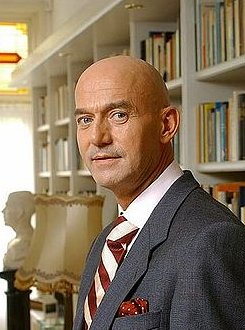
Pim Fortuyn

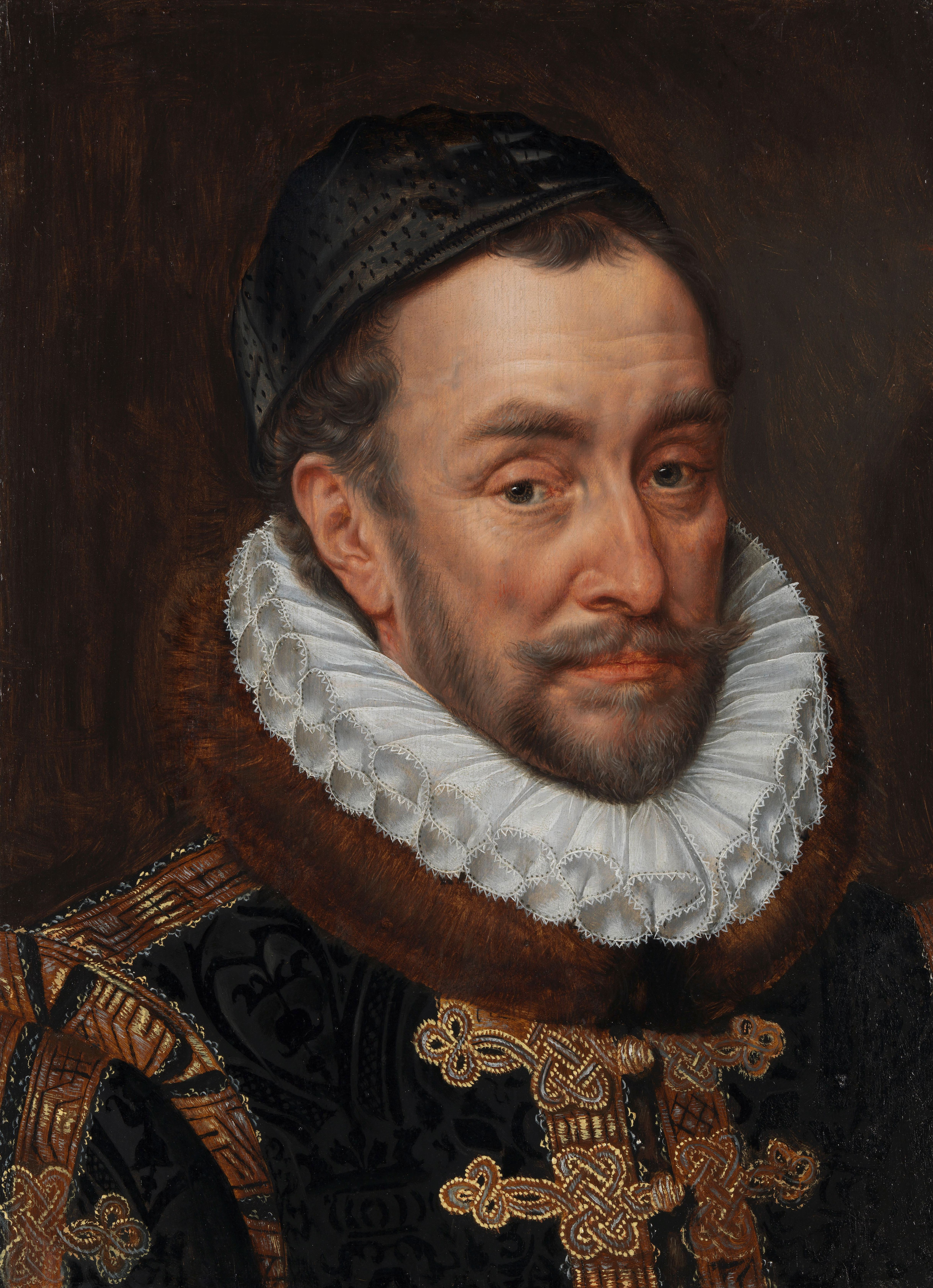
Vilém I. Oranžský

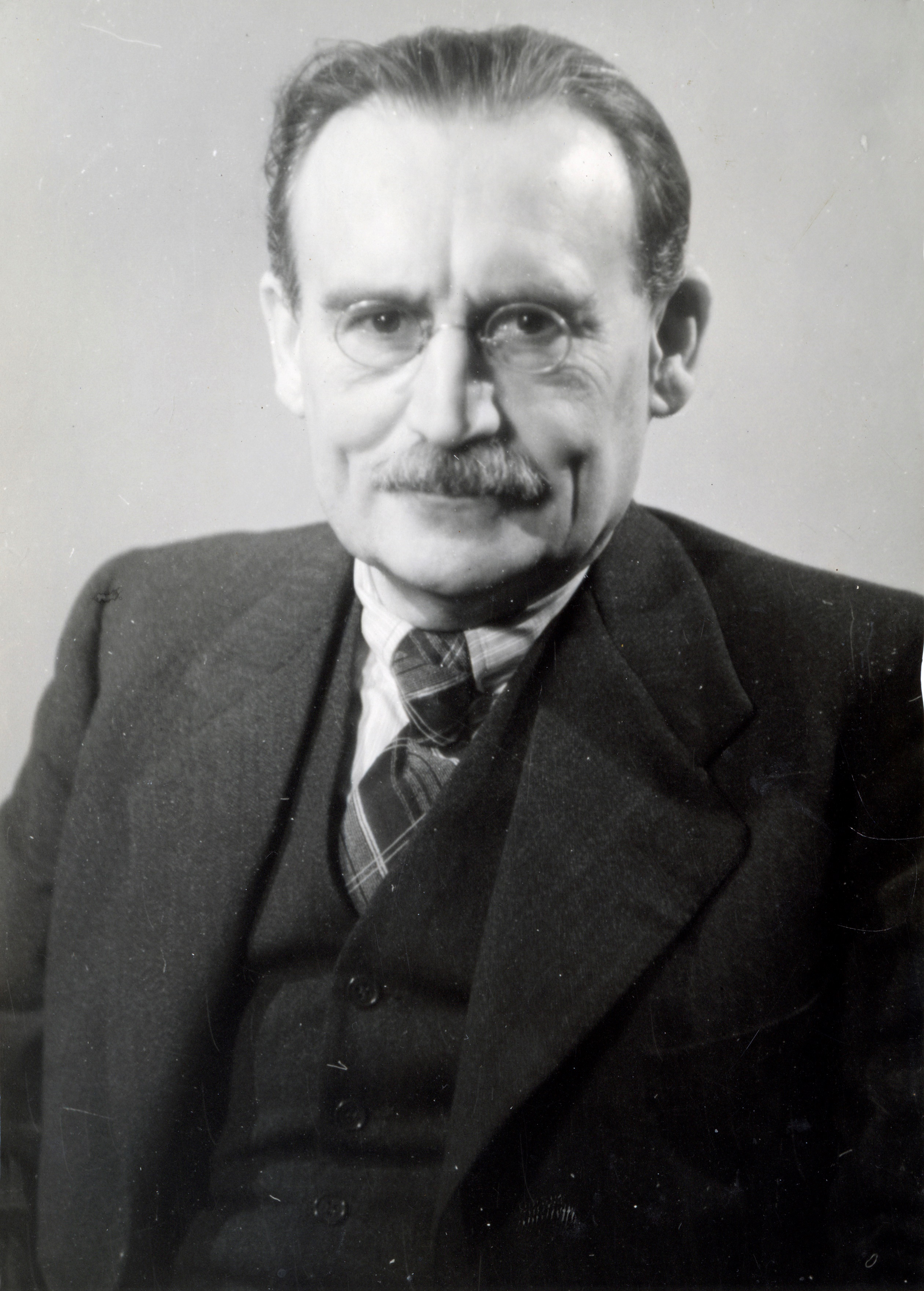
Willem Drees

1. Pim Fortuyn
2. Vilém I. Oranžský
3. Willem Drees
4. Antoni van Leeuwenhoek
5. Erasmus Rotterdamský
6. Johan Cruijff
7. Michiel de Ruyter
8. Anne Franková
9. Rembrandt van Rijn
10. Vincent van Gogh
11. Aletta Jacobsová
12. Christiaan Huygens
13. Annie M. G. Schmidtová
14. Juliána Nizozemská
15. Johan Rudolph Thorbecke
16. Alida Bosshardtová
17. Anton Philips
18. Freddy Heineken
19. Hannie Schaftová
20. Vilemína Nizozemská
21. Baruch Spinoza
22. Toon Hermans
23. Claus van Amsberg
24. Johan van Oldenbarnevelt
25. Marco van Basten
26. Piet Pieterszoon Hein
27. Joop den Uyl
28. Jan Adriaenszoon Leeghwater
29. Fanny Blankers-Koenová
30. Van Kooten en De Bie
31. Hugo de Groot
32. Johan de Witt
33. Anthony Fokker
34. Multatuli
35. Bernhard of Lippe-Biesterfeld
36. Wim Kok
37. M. C. Escher
38. Marco Borsato
39. Eric Hazelhoff Roelfzema
40. Tiësto
41. Beatrix Nizozemská
42. Titus Brandsma
43. Cornelis Lely
44. Hans Teeuwen
45. Joseph Luns
46. Leontien van Moorselová
47. Willem Kolff
48. Godfried Bomans
49. Hendrik Antoon Lorentz
50. Abel Tasman